# Zlatibor Lončar
Zlatibor Lončar, cyr. Златибор Лончар (ur. 3 sierpnia 1971 w Belgradzie) – serbski lekarz i polityk, specjalista w dziedzinie chirurgii i transplantologii, w latach 2014–2022 i od 2024 minister zdrowia.

## Życiorys
Ukończył szkołę podstawową i średnią w Belgradzie, a w 1997 studia medyczne na Uniwersytecie w Belgradzie. Uzyskał specjalizację zawodową w zakresie chirurgii ogólnej. Kształcił się także w Wielkiej Brytanii, m.in. w zakresie transplantologii w King’s College London. Zawodowo związany z uniwersyteckim centrum klinicznym w Belgradzie. Od 2010 odpowiadał za dział intensywnej terapii w centrum ratunkowym. W 2012 został dyrektorem centrum ratunkowego i wicedyrektorem uniwersyteckiego centrum klinicznego do spraw medycznych.
W kwietniu 2014 objął urząd ministra zdrowia w pierwszym rządzie Aleksandara Vučicia. Utrzymał to stanowisko również w powołanym w sierpniu 2016 drugim gabinecie dotychczasowego premiera, a także w tworzonych w czerwcu 2017 i październiku 2020 pierwszym oraz drugim rządzie Any Brnabić. Związał się w międzyczasie z Serbską Partią Postępową. Zakończył urzędowanie w październiku 2022.
Przed wyborami parlamentarnymi w 2023 otrzymał wysokie miejsce na liście koalicji skupionej wokół SNS; w wyniku głosowania uzyskał mandat posła do Zgromadzenia Narodowego Republiki Serbii. W maju 2024 powrócił na stanowisko ministra zdrowia, dołączając do utworzonego wówczas rządu Miloša Vučevicia. Utrzymał tę funkcję ministerialną także w powołanym w kwietniu 2025 gabinecie Đura Macuta.